# Chen Nan
Chen Nan (陳楠T, 陈楠S, Chén NánP; Qingdao, 8 gennaio 1983) è un'ex cestista cinese, professionista nella WNBA.

## Carriera
Con la Cina ha disputato quattro edizioni dei Giochi olimpici (Atene 2004, Pechino 2008, Londra 2012, Rio de Janeiro 2016) e tre dei Campionati del mondo (2002, 2006, 2010).